# Castel del Giudice
Castel del Giudice är en liten ort och en kommun i provinsen Isernia i regionen Molise i södra Italien. Kommunen hade 312 invånare (2018) och gränsar till kommunerna Ateleta, Gamberale, San Pietro Avellana, Sant'Angelo del Pesco och Capracotta.